# 费尔菲尔德 (犹他州)
费尔菲尔德（英語：Fairfield）是美国犹他州犹他县下属的一座城鎮。建鎮于1855年，面积大约为26.74平方英里（69.3平方公里），海拔约为4,877英尺（1,487米）。根据2010年美国人口普查，该鎮有人口119人。